# Xenia Seeberg
Xenia Seeberg född 4 april 1967 i Geldern, är en tysk skådespelare och sångerska. Seeberg har bland annat gjort rollen som Xev Bellringer i science fictionserien Lexx. 

## Historia
År 2003 gifte hon sig med skådespelaren Sven Martinek och 2005 fick de en son. Xenia Seeberg var omslagsflicka 2005 på tyska utgåvan av Playboy och är numera sångare i bandet Vertikals. Hon talar tyska, franska, engelska och har utbildning i latin. Seeberg har även en teaterutbildning från Lee Strasberg Theatre and Film Institute i New York.

## Filmografi (urval)
- Annihilation Earth (2009)
- 80 Minutes (2008)
- So, You've Downloaded a Demon (2007)
- Der Clown (2005)
- Lord of the Undead (2004)
- Beyond the Limits (2003)
- Hellchild - The World of Nick Lyon (2002)
- Total Recall 2070 (1999)
- Lexx (1998–2002)
- Geliebte Schwestern (1997)
- Knockin' on Heaven's Door (1997)
- Hilda Humphrey (1997)
- Mafia, Pizza, Razzia (1997)